# George Izard

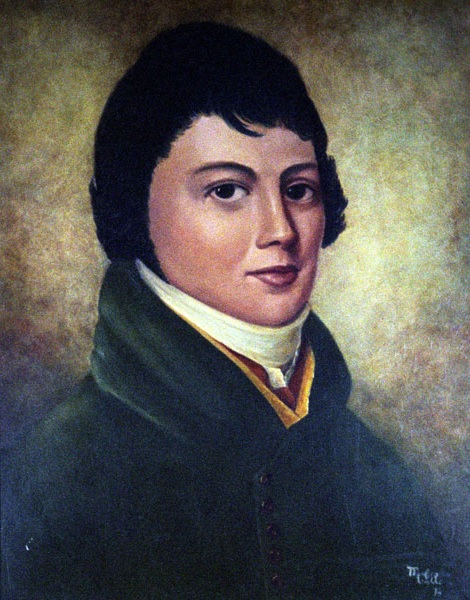
George Izard

George Izard (* 21. Oktober 1776 in London, England; † 22. November 1828 in Little Rock, Arkansas-Territorium) war ein US-amerikanischer Politiker. Er war zwischen 1825 und 1828 Gouverneur des Arkansas-Territoriums, dem späteren Arkansas.

## Frühe Jahre und militärischer Aufstieg
George Izard wurde in London als Sohn des aus der damaligen britischen Kolonie South Carolina stammenden Geschäftsmanns Ralph Izard geboren. Dieser war von Anfang an ein Anhänger der amerikanischen Revolution von 1776. Daher verließ die Familie London und ging nach Frankreich. Dort erhielt der junge George auch seinen ersten Schulunterricht. Während der Vater dann in Amerika eine politische Karriere im Kontinentalkongress und später im US-Senat machte, studierte George bis 1792 an der heutigen University of Pennsylvania. Später besuchte er in England und Deutschland einige Militärschulen. Obwohl er eigentlich Jura studiert hatte, schlug George eine militärische Karriere ein. Sein Vater besorgte ihm eine Stelle in der Miliz von South Carolina. Danach wurde er Offizier in der US Army. In dieser Eigenschaft gehörte er im Jahr 1800 zeitweise zum Generalstab von Alexander Hamilton. Außerdem war er für kurze Zeit in diplomatischer Mission in Lissabon in Portugal. Seit 1807 war er Mitglied der American Philosophical Society.
Während des Britisch-Amerikanischen Krieges von 1812 bis 1814 stieg Izard zum Generalmajor auf. Nach dem Krieg verließ er dann den militärischen Dienst. Nach dem Ende seiner Militärzeit zog er nach Philadelphia, wo er seine Kriegserinnerungen herausgab. Er hoffte auf einen diplomatischen Auftrag, der allerdings ausblieb. Stattdessen wurde er von Präsident James Monroe kurz vor dem Ende von dessen Amtszeit im März 1825 zum neuen Gouverneur des Arkansas-Territoriums ernannt.

## Gouverneur des Arkansas-Territoriums
George Izard traf am 31. Mai 1825 in Arkansas ein. Dort fand er eine nur notdürftige Verwaltung vor. Sein Vorgänger James Miller war oft abwesend gewesen und hatte nur notdürftig für den Aufbau einer Verwaltung gesorgt. Die meiste Zeit wurde er von dem Staatssekretär Robert Crittenden vertreten, der aber bei Izards Ankunft gerade außer Landes war. Neben dem Ausbau der Verwaltung sorgte Izard für den Bau der ersten von Kutschen befahrbaren Straßen. Er baute die bereits bestehende Miliz aus, die dann zur Umsiedlung der Indianer eingesetzt wurde. Im Land selbst stieß er auf Widerstand des territorialen Repräsentantenhauses und des Staatssekretärs Crittenden, der selbst nach dem Amt des Gouverneurs trachtete. Im Jahr 1828 wurde Izard von Präsident John Quincy Adams für weitere drei Jahre in seinem Amt bestätigt; er starb jedoch im November desselben Jahres, nachdem er etwa einen Monat lang unter starken Gichtanfällen gelitten hatte.